# Ronald Wayne
Ronald Gerald Tito Wayne (Cleveland, Ohio, Estados Unidos; 17 de maio de 1934) é um empresário americano aposentado da indústria eletrônica. Ele co-fundou a Apple Computer (atual Apple Inc.), juntamente com Steve Jobs e Steve Wozniak, em 1º de abril de 1976, proporcionando supervisão administrativa fundamental para o novo empreendimento. Doze dias depois, ele vendeu sua participação de 10% na nova empresa de volta para Jobs e Wozniak por US$ 800 (equivalente a US$ 3.810 em 2021), e um ano depois aceitou um final de US$ 1.500 (equivalente a US$ 7.143 em 2021) para perder qualquer potenciais reivindicações futuras contra a recém-incorporada Apple.